# Emilio Briatore Alegría
Emilio Briatore Alegría fue un malabarista y payaso español, que recibió en 1994 el Premio Nacional de Circo.

## Trayectoria
Briatore pertenecía a una familia de gran tradición circense: su padre, Alexandro Briatore D'Angolys (Rusia, 1870), y su tío Enrico Briatore Guisa (Birmingham, 1880), como augusto y carablanca, formaban “Alex y Rico”, una de las parejas más populares del circo de los años 40 y 50. Su madre fue Micaela Alegría, que mantuvo un circo estable en la Plaza de Cataluña de Barcelona.
Su debut circense tuvo lugar en el Circo Price de Madrid cuando tenía nueve años. Durante su carrera, fue miembro del grupo de malabaristas D'Angolys. Desde su comienzo en el mundo del circo, nunca abandonó el espectáculo circense en sus múltiples facetas de payaso, músico, acróbata y malabarista, hasta su retiro en 1978.

## Reconocimientos
En el Primer Congreso Internacional de los Amigos del Circo, celebrado en Madrid en 1988, Briatore recibió la Medalla de Oro del Congreso.
Años después, en 1994, recibió el Premio Nacional de Circo, “por su brillante trayectoria internacional y en reconocimiento a su gran calidad artística y contribución al engrandecimiento de las artes circenses”.